# Ізотропний вуглець
Ізотропний вуглець (рос. изотропный углерод, англ. isotropic carbon) — монолітний вуглецевий матеріал без переважної кристалографічної орієнтації мікроструктури. Таким може бути графітний матеріал. Ізотропія може спостерігатись для всього об'єму, або бути макроскопічною чи мікроскопічною.

## Графіт— приклад ізотропного вуглецю

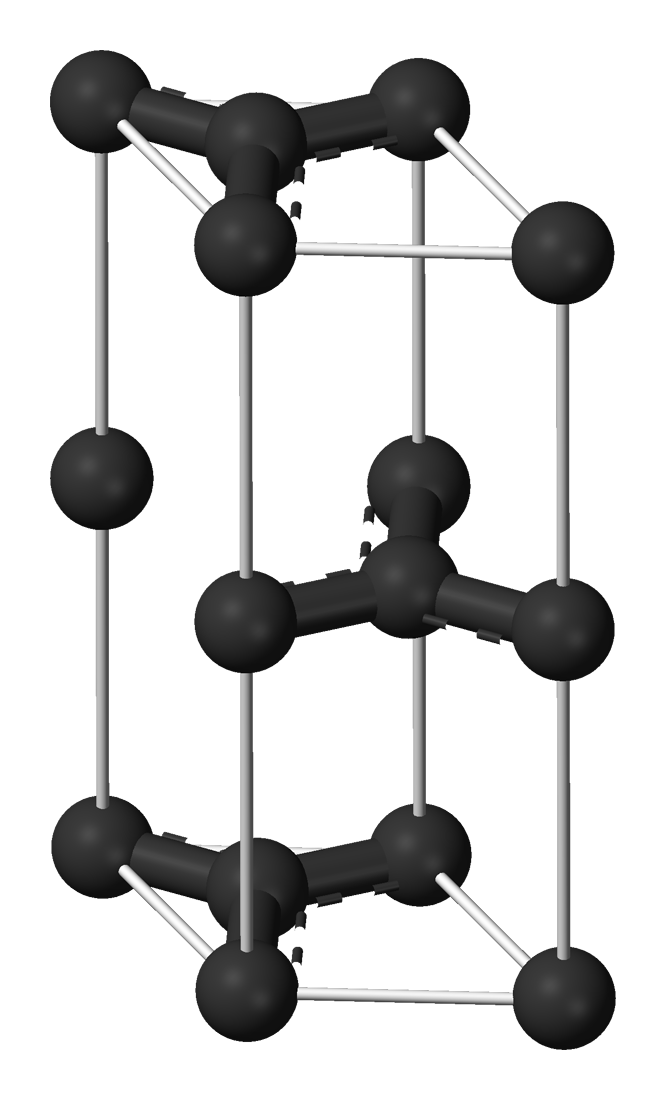
Елементарна комірка графіту
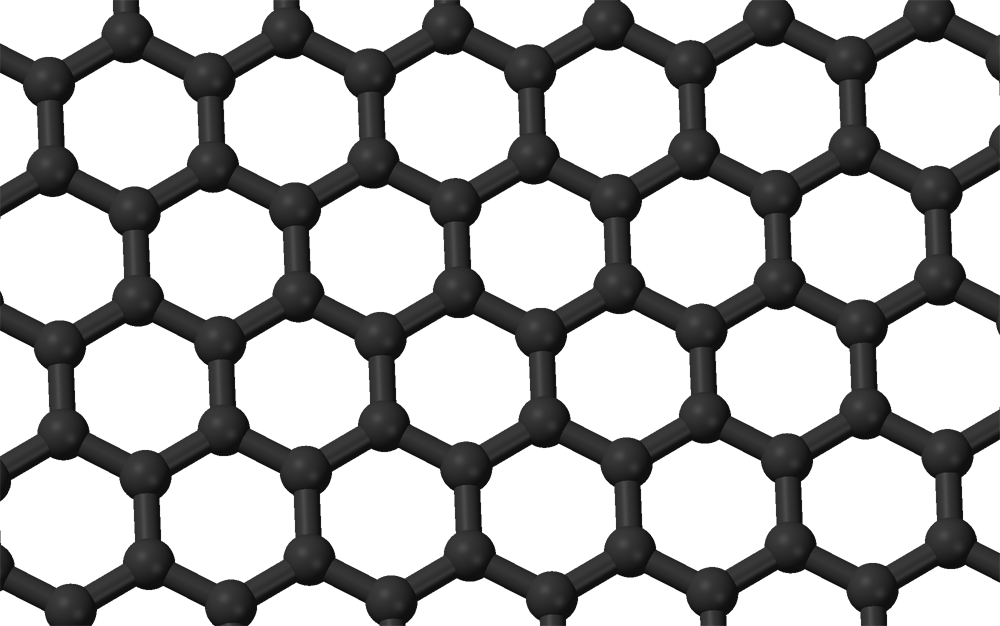
Кульково-сірникова модель шару графіту
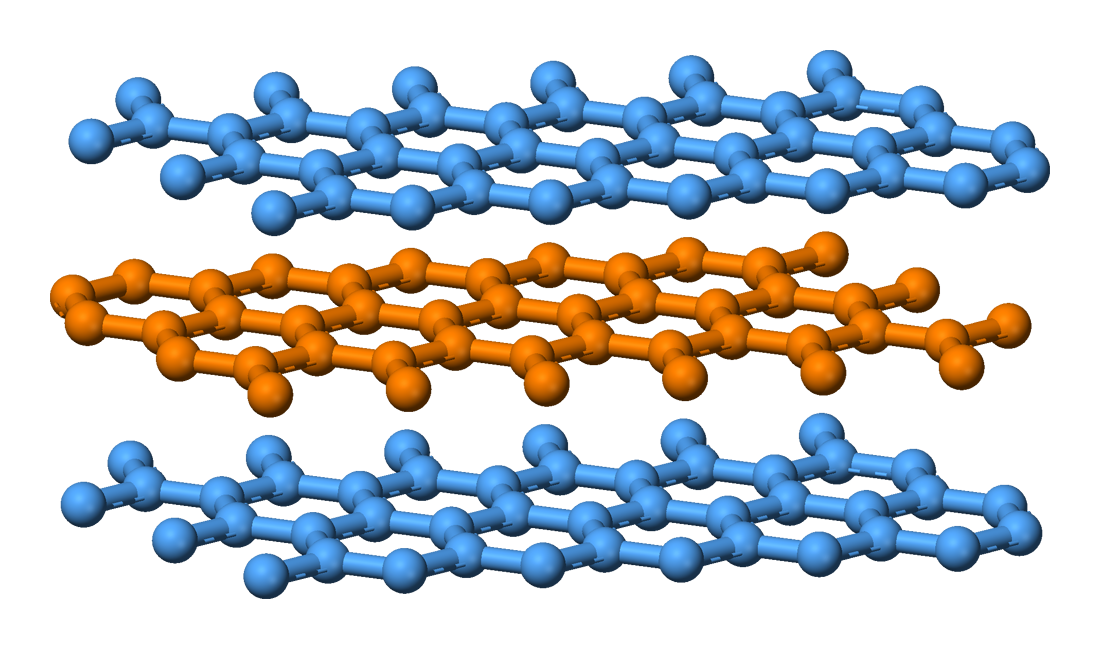
Вид збоку
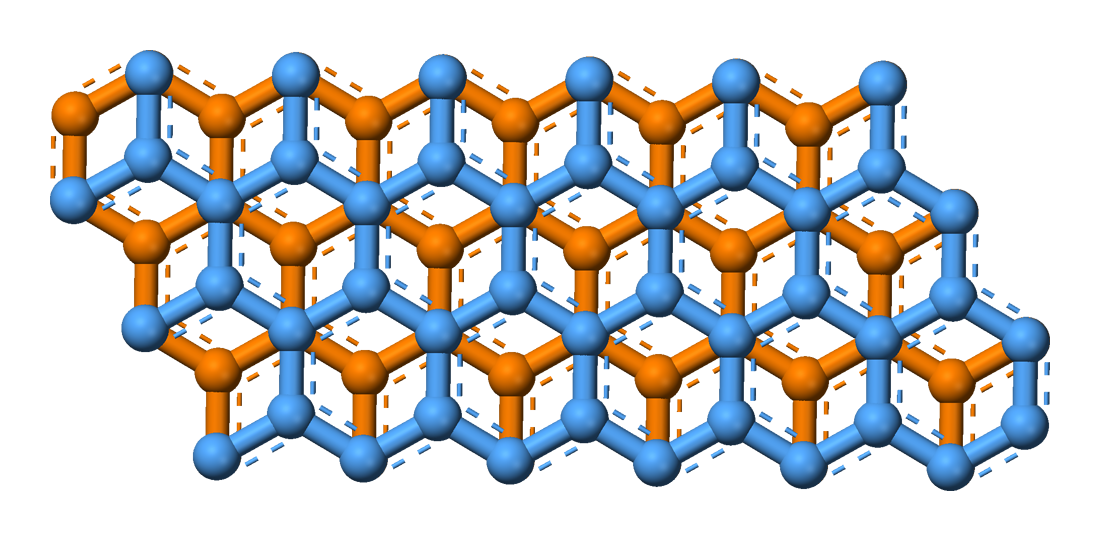
Вид згори
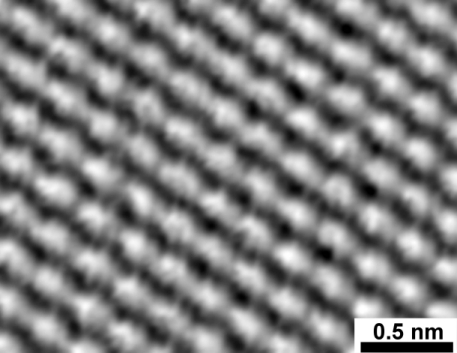
СТМ-рисунок атомів на поверхні графіту.